# 日系アメリカ人の一覧
著名な日系アメリカ人の一覧。

## 一覧

### あ行

#### あ
- ジョン・F・アイソ：陸軍中佐・弁護士・裁判官
- グレッグ・アラキ： 映画監督
- ジョージ・アリヨシ： ハワイ州知事（任期：1974年-1986年）
- デヴォン青木： ファッションモデル・女優

#### い
- 井上ジョー：シンガーソングライター
- クリスチャン・イエリッチ：メジャーリーグ選手
- トラビス・イシカワ：メジャーリーグ選手
- 伊藤由奈： J - POP歌手
- ランス・イトウ： ロサンゼルス郡判事（O・J・シンプソン事件の裁判長）
- 伊東里き： 北アメリカへの日本人の移住に尽力。アメリカで日本人初の助産師となる。
- キャリー・アン・イナバ： 女優・振付師
- ダニエル・イノウエ： アメリカ合衆国上院議員、第二次世界大戦で第442連隊戦闘団に所属（後にビル・クリントン大統領によって名誉勲章を付与された約20人の内の1人）
- ジェームス・イハ： ロックミュージシャン（元スマッシング・パンプキンズのギタリスト）
- 井上怜奈： フィギュアスケート（オリンピック）選手
- マコ岩松： 俳優（『砲艦サンパブロ』でアカデミー助演男優賞にノミネート）

#### え
- レイコ・エイルスワース： 女優

#### お
- マシ・オカ： 俳優（TVシリーズ『HEROES』のヒロ・ナカムラ役でゴールデン・グローブ賞などにノミネート）（日本国籍を有している[1]）
- スティーヴン・オカザキ： 映画監督（日系人の強制収容を描いた『待ちわびる日々』でアカデミー短編ドキュメンタリー映画賞を受賞）
- ユキオ・オクツ： 第二次世界大戦で第442連隊戦闘団に所属（後にビル・クリントン大統領によって名誉勲章を付与された約20人の内の1人）
- エリソン・オニヅカ： NASA宇宙飛行士
- フランク・H・オノ： 第二次世界大戦で第442連隊戦闘団に所属（後にビル・クリントン大統領によって名誉勲章を付与された約20人の内の1人）
- ヨシノブ・オヤカワ： 水泳選手（背泳ぎ、ヘルシンキオリンピック金メダリスト）
- ジェームズ・K・オークボ： 第二次世界大戦で第442連隊戦闘団に所属（後にビル・クリントン大統領によって名誉勲章を付与された約20人の内の1人）
- カズオ・オータニ： 第二次世界大戦で第442連隊戦闘団に所属（後にビル・クリントン大統領によって名誉勲章を付与された約20人の内の1人）
- アポロ・アントン・オーノ： ショートトラックスピードスケート選手、オリンピック金メダリスト
- アラン・M・オーハタ： 第二次世界大戦で第442連隊戦闘団に所属（後にビル・クリントン大統領によって名誉勲章を付与された約20人の内の1人）
- アイリーン・オルシェウスキー： 女子プロボクサー、世界チャンピオン

### か行

#### か
- アイザイア・カイナー=ファレファ：メジャーリーグ選手
- ミチオ・カク： 理論物理学者
- ミチコ・カクタニ： ピューリッツァー賞を受賞した文芸批評家でニューヨーク・タイムズ紙の書評欄を担当
- ジェレミー・ガスリー： メジャーリーグ投手
- ティーブ・釜萢： ジャズ・ミュージシャン、シンガー
- アン・カリー： NBC ニュースアンカー
- ジャニス・カワエ： 声優
- 河上清： ジャーナリスト
- 河北麻友子  :  女優、モデル
- ガイ・カワサキ： Apple Computerの元エバンジェリスト
- テリー・テルオ・カワムラ： ベトナム戦争での功績で名誉勲章を受章

#### き
- 城戸三郎： 弁護士。太平洋戦争中に日系アメリカ人市民同盟の会長を務めた。
- ロバート・キヨサキ： 投資家、実業家、小説家

#### く
- クライド・クサツ： 俳優、声優
- ユージニ・クラーク： 魚類学者。サメの研究で知られる。メリーランド大学教授。
- ブライアン・クレイ： 陸上競技選手（オリンピック銀メダリスト）
- ロバート・T・クロダ： 第二次世界大戦で第442連隊戦闘団に所属（後にビル・クリントン大統領によって名誉勲章を付与された約20人の内の1人）

#### け
- ディーン・ケイン（ディーン・ジョージ・タナカ、ディーン・ジョージ・田中）： 俳優
- コーリー・ゲインズ： NBA選手
- KenTyla： 日本で活動するカリフォルニア出身の歌手

#### こ
- ユリ・コウチヤマ：公民権運動家・社会活動家
- トミー・コウノ： 重量挙げ選手（ヘルシンキオリンピック＆メルボルンオリンピック金メダリスト）
- ケイン・コスギ： 俳優、タレント
- シェイン・コスギ： 俳優（ケインの弟）
- ジョージ・コタカ： 空手選手
- 五嶋龍： ヴァイオリニスト（五嶋みどりの異父弟）
- サチ・コトー： 元 CNN Headline News リポーター
- エイキ・コバシガワ： 第二次世界大戦で第442連隊戦闘団に所属（後にビル・クリントン大統領によって名誉勲章を付与された約20人の内の1人）
- エリック・コマツ：元メジャーリーガー
- シェーン・コミネ： メジャーリーグ投手
- ヒデト・コーノ： 教育者、経営者、ハワイ州の行政官
- ユ・コンド： イマバリシティ創設者、タオルぶんぶんダイエット考案者

### さ行

#### さ
- パット（パトリシア）・サイキ： ハワイ州選出のアメリカ合衆国下院議員
- ハロルド坂田： 重量挙げ選手（オリンピック銀メダリスト）、プロレスラー、俳優（『007 ゴールドフィンガー』で殺人山高帽を投げる殺し屋役）
- レン・サカタ： メジャーリーグ遊撃手、千葉ロッテマリーンズ二軍監督、現コロラド・ロッキーズ1Aコーチ
- 坂本浩一： スタントマン、テレビ・映画監督。
- ジミー佐古田： ロサンゼルス市警察アジア特捜隊隊長（ロス疑惑を担当）
- ジャニー喜多川： 音楽プロデューサー、ジャニーズ事務所創業者
- ジョージ・T・サカト： 第二次世界大戦で第442連隊戦闘団に所属（後にビル・クリントン大統領によって名誉勲章を付与された約20人の内の1人）
- エリック・サトウ： バレーボール選手（オリンピック金メダリスト）
- ロクサナ・サベリ： 記者（イランにてスパイ容疑で拘束された）

#### し
- ジェロ（ジェローム・チャールズ・ホワイト・ジュニア）： 演歌歌手
- クリス・ジョンソン (投手)：広島東洋カープの選手
- ジェームズ・シゲタ： 歌手、俳優（『ミッドウェイ』の南雲忠一役や『ダイ・ハード』のタカギ社長役など）
- ハリー・K・シゲタ： 写真家
- マイク・シノダ： ロックバンド "Linkin Park" のメンバー
- アレックス・シブタニ： フィギュアスケート（アイスダンス）選手（マイアの兄＆ペア、2009年世界ジュニア2位、2010年全米ジュニア1位）
- マイア・シブタニ： フィギュアスケート（アイスダンス）選手（アレックスの妹＆ペア、2009年世界ジュニア2位、2010年全米ジュニア1位）
- ジェイク・シマブクロ： ハワイ在住のウクレレ奏者
- ジェニー・シミズ： トップモデル
- サブ・シモノ： 俳優、声優
- モンタナ・ジョー： ギャング
- エリック・シンセキ： アメリカ合衆国陸軍軍人（アメリカ陸軍参謀総長）、アメリカ合衆国退役軍人長官

#### す
- カート・スズキ： メジャーリーグ捕手
- アヤ・スミカ： 女優（TVシリーズ『NUMBERS 天才数学者の事件ファイル』のリズ・ワーナー役）

#### せ
- アンソニー・セラテリ : 埼玉西武ライオンズの選手

### た行

#### た
- 高美以子： 女優（『サヨナラ』など）
- マーク・タカノ： アメリカ合衆国下院議員
- イワオ・タカモト： アニメーター（『スクービードゥー』（Scooby-Doo）シリーズのキャラクターデザイン）
- シリル・タカヤマ：（通称：セロ）マジシャン
- ケイリー＝ヒロユキ・タガワ： 俳優
- ジョージ・タケイ： 俳優（スタートレック ザ・オリジナル・シリーズ など）
- ゲイリー・タナカ： 馬主
- パット・タナカ - プロレスラー
- ダニエル・M・タニ： 宇宙工学エンジニア、NASA宇宙飛行士
- ダン・イゲ:総合格闘家
- テッド・T・タノウエ： 第二次世界大戦で第442連隊戦闘団に所属（後にビル・クリントン大統領によって名誉勲章を付与された約20人の内の1人）
- エディ・タウンゼント： ボクシングトレーナー
- ディーン・ジョージ・タナカ、ディーン・ジョージ・田中： 上記ディーン・ケインの本名

#### て
- ジェームス天願： ディスクジョッキー

#### と
- 東京ローズ： 太平洋戦争時に大日本帝国が流したプロパガンダ放送のアナウンサーにアメリカ兵がつけた愛称
- マイケル富岡（マイケル・アンソニー・シェリダンMichael Anthony Sheridan）： ニューヨーク出身で日本で主に活動
- タムリン・トミタ： 女優
- ブライアン・トチ： 俳優、声優

### な行

#### な
- マサト・ナカエ： 第二次世界大戦で第442連隊戦闘団に所属（後にビル・クリントン大統領によって名誉勲章を付与された約20人の内の1人）
- ジョージ・ナカシマ： 家具デザイナー
- コーリー・ナカタニ： 騎手（ブリーダーズカップ・スプリント三連覇）
- ケント・ナガノ： 指揮者（ロサンゼルス交響楽団）
- シンエイ・ナカミネ： 第二次世界大戦で第442連隊戦闘団に所属（後にビル・クリントン大統領によって名誉勲章を付与された約20人の内の1人）
- ウィリアム・K・ナカムラ： 第二次世界大戦で第442連隊戦闘団に所属（後にビル・クリントン大統領によって名誉勲章を付与された約20人の内の1人）
- ハルキ・ナカムラ： NFL選手
- ヒカル・ナカムラ： チェスプレーヤー（グランドマスター）
- 南部陽一郎： 物理学者、ノーベル賞受賞
- 中村修二： 電子工学者、ノーベル賞受賞

#### に
- ジョー・M・ニシモト： 第二次世界大戦で第442連隊戦闘団に所属（後にビル・クリントン大統領によって名誉勲章を付与された約20人の内の1人）

#### ぬ
- ラーズ・ヌートバー：メジャーリーグ選手

#### の
- イサム・ノグチ： 芸術家、デザイナー、彫刻家
- トーマス野口： 医師、検死官

### は行

#### は
- バーニー・F・ハジロ： 第二次世界大戦で第442連隊戦闘団に所属（後にビル・クリントン大統領によって名誉勲章を付与された約20人の内の1人）
- ミキオ・ハセモト：第二次世界大戦で第442連隊戦闘団に所属（後にビル・クリントン大統領によって名誉勲章を付与された約20人の内の1人）
- カヨ・マタノ・ハッタ： 映画監督
- フランク・正三・馬場：GHQの一員、NHKの放送や民間放送設立に関与
- アトリー・ハマカー ： 元プロ野球選手
- サミュエル・I・ハヤカワ： 元サンフランシスコ州立大学学長、アメリカ合衆国上院議員
- ジョー・ハヤシ： 第二次世界大戦で第442連隊戦闘団に所属（後にビル・クリントン大統領によって名誉勲章を付与された約20人の内の1人）
- シズヤ・ハヤシ： 第二次世界大戦で第442連隊戦闘団に所属（後にビル・クリントン大統領によって名誉勲章を付与された約20人の内の1人）
- テリー・ハラ： ロサンゼルス市警察副本部長
- ハリー・B・ハリス・ジュニア： アメリカ海軍軍人。海軍大将、アメリカ太平洋軍司令官。
- ケイコ・バンク： 活動家、音楽家、政治家

#### ひ
- ライアン・ヒガ： 主にYouTubeで活動するコメディアン
- シェーン・ビクトリーノ： メジャーリーグ選手
- ゴードン・ヒラバヤシ： 社会学者
- フィーバー平山： プロ野球選手（外野手）
- ヒロシマ (バンド)： 三世のメンバーによって結成されたアメリカのフュージョンバンド
- ヒロシマ (音楽プロデューサー)： ザ・ラット・パック（ヒップホップ音楽プロデューサーユニット）メンバー
- メイジー・ヒロノ： 政治家、前ハワイ州副知事
- C.J. ピーダーセン： ノーベル化学賞受賞者（1987年）
- マシュー・キイチ・ヒーフィー： ヘヴィメタルバンド“Trivium”のメンバー

#### ふ
- ミチヨ・フカヤ：レズビアン・フェミニスト（英語版）・社会運動家
- ゲン・フクナガ： ファニメーション社長
- タッド・フジカワ： ゴルファー
- スコット・フジタ： NFL選手（白人だが、生後6週間で日系三世の父親に養子として引き取られた。正月やこいのぼり、箸での食事、盆栽を育てる祖父母など日本の文化の中で育ったと自覚している。）
- 藤田哲也： 気象学者
- ケイジ・フクダ： 世界保健機関事務局長補代理（2009年新型インフルエンザ問題担当）、元アメリカ疾病予防管理センターインフルエンザ局疫学部長
- グレン・フクシマ： エアバス・ジャパン代表取締役社長、元アメリカ合衆国通商代表部日本部長
- タク・フジモト： 映画撮影監督（『羊たちの沈黙』、『シックス・センス』、『青いドレスの女』など）
- フランシス・フクヤマ（フランシス・ヨシヒロ・フクヤマ）： 政治経済学者
- 藤猛：プロボクサー
- ハリー藤原： プロレスラー

#### へ
- ヘイリー・キヨコ（ヘイリー・キヨコ・アルクロフト）：俳優、歌手、シンガー・ソングライター、踊り子

#### ほ
- マイク・ホンダ： アメリカ合衆国下院議員

### ま行

#### ま
- 牧ダレン聡： バスケットボール選手（bjリーグ東京アパッチ所属）
- タック牧田： 写真家
- マイク正岡（正岡優）： ロビイスト
- 松居慶子： ジャズ・ミュージシャン
- ドリス・マツイ： アメリカ合衆国下院議員
- ボブ・マツイ： アメリカ合衆国下院議員
- キンジロー・マツダイラ： 政治家・発明家
- スタン・マツナカ： コロラド州上院議員
- スパーク・マツナガ： アメリカ合衆国の政治家、第二次世界大戦で第442連隊戦闘団に所属
- サヤカ・マツモト： 柔道家、北京オリンピックアメリカ代表
- マニー・マーク（マーク・ラモス＝ニシタ）： キーボーディスト

#### み
- ワッツ・ミサカ： 元バスケットボール選手。NBA史上初の非白人選手。
- ノーマン・ミネタ： アメリカ合衆国の政治家、アメリカ合衆国商務長官、アメリカ合衆国運輸長官、日系アメリカ人初の閣僚
- ダイアン・ミゾタ：
- ヒロシ・H・ミヤムラ： 朝鮮戦争での功績で名誉勲章を受章
- パッツイー・ミンク（パッツイー・マツ・タケモト・ミンク）： アメリカ合衆国の政治家、官僚、非白人女性初の下院議員、ハワイ州初の女性弁護士
- ミナ (歌手)： TWICEのメンバー

#### む
- サダオ・ムネモリ： 第二次世界大戦で第442連隊戦闘団に従軍した功績で日系人として初の名誉勲章を受章
- ロバート・ムラセ： 造園家・ランドスケープアーキテクト（シアトル・セントラルウォーターフロントプラザ、全米日系人博物館庭園などを設計）
- キヨシ・K・ムラナガ： 第二次世界大戦で第442連隊戦闘団に所属（後にビル・クリントン大統領によって名誉勲章を付与された約20人の内の1人）

#### め
- melody.： 日本で活動する女性歌手

#### も
- マイク・モチヅキ： 国際政治学者（クリントン政権の対日政策のブレーンの一人）
- カオル・モト： 第二次世界大戦で第442連隊戦闘団に所属（後にビル・クリントン大統領によって名誉勲章を付与された約20人の内の1人）
- 本山清治： 作曲家、編曲家、音楽プロデューサー
- パット・モリタ： 俳優、コメディアン
- ケネス・P・モリツグ： アメリカ合衆国の官僚（元アメリカ公衆衛生局医務総監代行）

### や行

#### や
- ロジャー安川： モータースポーツ（インディ・レーシング・リーグドライバー）
- 矢田公作： バスケットボール選手（bjリーグ東京アパッチ所属）
- 矢野祥： IQ200以上の持ち主、9歳で、ロヨラ大学に入学、13歳でシカゴ大学医学大学院に入学
- ロドニー・ヤノ： ベトナム戦争での功績で名誉勲章を受章
- ジョージ山岡： 弁護士（極東国際軍事裁判における東郷茂徳、広田弘毅の弁護人）
- レイチェル・ヤマガタ： シンガーソングライター
- クリスティー・ヤマグチ： フィギュアスケート選手、オリンピック金メダリスト
- ミノル・ヤマサキ： 建築家
- アイリス・ヤマシタ： 脚本家（『硫黄島からの手紙』でアカデミー脚本賞を受賞）
- ロバート・ヤマテ：外交官、元マダガスカル・コモロ駐在米大使
- ゲーリー・ヤマモト： 釣具メーカー『Gary YAMAMOTO（ゲーリー・ヤマモト）』創設者

#### よ
- 与那嶺要： プロ野球選手

### ら行

#### ら
- ピート・ラウス（ピーター・ミカミ・ラウス）： アメリカ合衆国大統領首席補佐官

#### り
- ジェイク・E・リー： 元オジー・オズボーンのギタリスト

リアン　フォートナイト実況者、

#### れ
- ショーン・レノン： ロックミュージシャン（ジョン・レノンとオノ・ヨーコの子）

#### ろ
- ダグラス・ロブ： ロックバンドHoobastankのリードボーカル

### わ
- ゲディ・ワタナベ： 俳優、声優
- 若林忠志： プロ野球選手・監督
- ドン・ワカマツ： プロ野球選手（捕手）・コーチ・監督
- アーレン・ワタダ： アメリカ陸軍中尉（イラク戦争を非合法的軍事力行使だとして従軍を拒否して現在も軍法会議および公判で係争中）
- フレッド・イサム・ワダ： 1964年東京オリンピックやロサンゼルスオリンピックの招致に関わる

### アメリカで出生した時点で日米の二重国籍
- AI： 歌手
- 宇多田ヒカル： 歌手
- 鯨エマ： 女優・声優
- 長洲未来： フィギュアスケート選手（全米フィギュアスケート選手権金メダリスト、アメリカ代表としてオリンピック4位）
- キャシー・リード： フィギュアスケート（アイスダンス、オリンピック）選手
- クリス・リード： フィギュアスケート（アイスダンス、オリンピック）選手